# Lucasovo číslo
Lucasovo číslo je označení čísla z posloupnosti čísel pojmenované po Édouardu Lucasovi, který tuto posloupnost a její souvislost s
Fibonacciho posloupností zkoumal. Lucasova čísla jsou stejně jako Fibonacciho čísla definována tak, že následující číslo je vždy součtem předchozích dvou, liší se ovšem v hodnotě dvou počátečních čísel: Lucasova posloupnost začíná {\displaystyle L_{0}=2,L_{1}=1} (s úmyslně přehozenými hodnotami), zatímco Fibonacciho posloupnost začíná {\displaystyle F_{0}=0,F_{1}=1}. V rámci obecnější teorie Lucasových posloupností se jedná o doplňkové posloupnosti.
Začátek posloupnosti Lucasových čísel má podobu
{\displaystyle 2,\;1,\;3,\;4,\;7,\;11,\;18,\;29,\;47,\;76,\;123,\;\ldots \;}

## Formální definice
{\displaystyle L_{n}:={\begin{cases}2&{\text{pro }}n=0;\\1&{\text{pro }}n=1;\\L_{n-1}+L_{n-2}&{\text{pro }}n>1.\\\end{cases}}}